# Southern California Institute of Architecture
El Southern California Institute of Architecture (SCI-Arc) en Los Ángeles, California, es una escuela independiente, sin fines de lucro que ofrecen títulos de licenciatura y posgrado en arquitectura. Su diseño es de la comunidad y programas de extensión, y el acceso público y gratuito a las exposiciones frecuentes y conferencias de los principales pensadores de la arquitectura. Fundada en 1972, SCI-Arc es ampliamente considerado como uno de la mayoría de las escuelas de vanguardismo de Estados Unidos de arquitectura, con una reputación de empujar los límites de los estudios académicos. SCI-Arc es de aproximadamente 500 estudiantes y 80 profesores -. Mayoría de los cuales están practicando los arquitectos - trabajar juntos para explorar y poner a prueba los límites de la arquitectura. La escuela tiene su sede en el antiguo depósito de mercancías de Santa Fe, en el Distrito de las Artes de Los Ángeles.

## Grados
Aproximadamente la mitad de los estudiantes de SCI-Arc están inscritos en su programa de pregrado y la mitad en sus programas de posgrado. Ofrece un grado de cinco años de licenciatura en Arquitectura (B.Arch), un maestro profesional de tres años de la Arquitectura (M. Arch. 1) del programa, abierto a aspirantes que cuenten con un título de licenciatura o su equivalente en cualquier campo de estudio, y un maestro profesional de dos años de la Arquitectura (M. Arch. 2) del programa, abierto a los solicitantes con un mínimo de un grado de cuatro años en la Arquitectura, o su equivalente en el extranjero. Además, la escuela ofrece programas de Maestría en Diseño de Investigación (MDesR) grados en los estudios urbanos (iniciativas futuras) y nuevos sistemas, tecnologías y medios de comunicación (ESTM). Durante el verano, la escuela ofrece un programa de la fundación de 5 semanas, Hacer + Sentido, que presenta la arquitectura de aquellos que están considerando entrar en el campo oa punto de matricularse en un programa de grado, así como los anfitriones de un Días de Diseño de 4 semanas de inmersión (DID) del programa dedicada a la introducción de los estudiantes de secundaria a la arquitectura y el diseño.

## Historia
SCI-Arc fue fundada en 1972 en Santa Mónica por un grupo de profesores y estudiantes de Departamento de Arquitectura en California State Polytechnic University, Pomona, que quería abordar el tema desde una perspectiva más experimental que las escuelas tradicionales ofrecidos. Originalmente llamada la New School, SCI-Arc se basa en el concepto de una "universidad sin paredes" y sigue siendo uno de los pocos escuelas independientes de la arquitectura en el mundo. Ray Kappe, que había fundado el departamento de Pomona, se convirtió en el primer director de la nueva escuela, sirvió en esa posición hasta 1987, y fue galardonado con la Medalla de AIA / ACSA Topacio de la excelencia en la educación de la arquitectura en el año 1990.